# Nicholas Rogers
Nicholas Robert Rogers –conocido como Nick Rogers– (Southampton, 4 de marzo de 1977) es un deportista británico que compitió en vela en la clase 470. 
Participó en tres Juegos Olímpicos de Verano, obteniendo dos medallas de plata,  en Atenas 2004 y en Pekín 2008, ambas en la clase 470 (junto con Jonathan Glanfield), y el cuarto lugar en Sídney 2000.
Ganó tres medallas en el Campeonato Mundial de 470 entre los años 2001 y 2005, y tres medallas en el Campeonato Europeo de 470 entre los años 2002 y 2005. Además, obtuvo una medalla de oro en el Campeonato Mundial de Soling de 1997.

## Palmarés internacional
| Campeonato Mundial | Campeonato Mundial   | Campeonato Mundial | Campeonato Mundial |
| Año                | Lugar                | Medalla            | Clase              |
| ------------------ | -------------------- | ------------------ | ------------------ |
| 1997               | Rungsted (Dinamarca) | Medalla de oro     | Soling             |

| Juegos Olímpicos   | Juegos Olímpicos               | Juegos Olímpicos  | Juegos Olímpicos |
| Año                | Lugar                          | Medalla           | Clase            |
| ------------------ | ------------------------------ | ----------------- | ---------------- |
| 2004               | Atenas (Grecia)                | Medalla de plata  | 470              |
| 2008               | Pekín (China)                  | Medalla de plata  | 470              |
| Campeonato Mundial |                                |                   |                  |
| Año                | Lugar                          | Medalla           | Clase            |
| 2001               | Koper (Eslovenia)              | Medalla de plata  | 470              |
| 2004               | Zadar (Croacia)                | Medalla de bronce | 470              |
| 2005               | San Francisco (Estados Unidos) | Medalla de plata  | 470              |
| Campeonato Europeo |                                |                   |                  |
| Año                | Lugar                          | Medalla           | Clase            |
| 2002               | Tallin (Estonia)               | Medalla de bronce | 470              |
| 2004               | Warnemünde (Alemania)          | Medalla de oro    | 470              |
| 2005               | Gdynia (Polonia)               | Medalla de oro    | 470              |